# Podilla (obwód kijowski)
Podilla (ukr. Поділля) – wieś na Ukrainie, w obwodzie kijowskim, w rejonie browarskim, w hromadzie Barysziwka. W 2001 liczyła 978 mieszkańców, spośród których 964 wskazało jako ojczysty język ukraiński, 7 rosyjski, 5 ormiański, a 2 inny.